# Herbert Pforr
Herbert Pforr (* 24. Juni 1931 in Sünna; † 22. Juli 2025 in Dresden) war ein deutscher Bergingenieur und Museumsleiter.

## Leben
Nach dem von 1951 bis 1956 absolvierten Studium in der Fachrichtung Bergbau/Tiefbau an der Bergakademie Freiberg war Pforr von 1956 bis 1980 als Wissenschaftler auf den Gebieten der Geotechnik und des Bergbaus an der Akademie der Wissenschaften der DDR (1961–1966) und in der Sektion Geotechnik und Bergbau des Wissenschaftsbereichs Geomechanik der Bergakademie Freiberg, zuletzt als Oberassistent, tätig. Dort wurde er 1964 zur Thematik „Untersuchungen zur Gebirgsschlaggefährlichkeit von Gesteinen des Kalibergbaus“ promoviert. Von 1981 bis 1994 war er Direktor der Himmelfahrt Fundgrube, die unter seiner Leitung als Praktikums- und Forschungseinrichtung wie auch als Besucherbergwerk eingerichtet wurde. Er trat als Autor zahlreicher Publikationen zur Stadt- und Bergbaugeschichte Freibergs hervor.

## Schriften (Auswahl)
- Untersuchungen zur Gebirgsschlaggefährlichkeit von Gesteinen des Kalibergbaus (= Freiberger Forschungshefte A332), Freiberg 1965, DNB 453764746
- Das Freiberger Silberbergwerk Himmelfahrt-Fundgrube 1168–1969: Eine Fundgrube für Bildung und Erlebnis in Sachsen, Freiberg 1994, DNB 94303325X
- Freiberger Silber und Sachsens Glanz. Lebendige Geschichte und Sehenswürdigkeiten der Berghauptstadt Freiberg, Sachsenbuch, Leipzig 2001, ISBN 978-3-89664-042-0
- Der Erztransport im Freiberger Silberbergbau: mit Sachzeugen aus der Himmelfahrt Fundgrube, Freiberg 2010, DNB 1008139408
- (mit Bernd Ullrich) Freiberg und die europäische Porzellanerfindung, Freiberg 2010, DNB 1008139165
- Freiberg und die Herderzeit. Auf den Spuren des Oberberghauptmanns von Herder durch Sachsens Silbermetropole, Freiberg 2011, ISBN 978-3-934409-49-1
- Zu Gast bei den Bergleuten im Freiberger Silberbergbau, Sutton, Erfurt 2013, ISBN 978-3-95400-305-1
- Sächsische Berg- und Hüttenleute in ihrer Arbeitswelt, Sutton, Erfurt 2015, ISBN 3-95400-486-0